# Alvah Bessie
Alvah Bessie (teljes nevén: Alvah Cecil Bessie) (New York, 1904. június 4. – Terra Linda, Marin megye, Kalifornia, 1985. július 21.) amerikai író, újságíró, forgatókönyvíró, műfordító, színházi és filmszínész.
Egyike a hollywoodi tízek néven híressé lett, feketelistára tett művészeknek, akik
megtagadták az együttműködést az Amerikaellenes Tevékenységet Vizsgáló Bizottsággal, s ezért a Kongresszus megsértésének ürügyével bebörtönöztek őket.

## Élete
Jómódú zsidó családban született Daniel Nathan Cohen Bessie és Adeline Schlesinger kisebbik fiaként. Apja feltaláló és sikeres üzletember volt, és a család kényelmes életet élt az akkoriban jómódú New York-i Harlemben. A Dewitt Clinton Gimnáziumban (Dewitt Clinton High School) végzett, ahol lázadó diáknak tekintették. Érettségi után 1920-ban beiratkozott a Columbia Egyetemre, ahol angol szakon 1924-ben szerzett főiskolai diplomát (BA).
Miután apja 1922-ben elhunyt, a család nehéz anyagi helyzetbe került. Azonban ez lehetővé tette Bessie-nek, hogy apja erőteljes befolyásolása nélkül érvényesíthesse saját elképzeléseit a jövője alakításában. Egyik barátjának köszönhetően ismerkedett össze a Provincetowni Színjátszók társaságával, akiknek vezéregyénisége Eugene O’Neill drámaíró volt. Bessie így a csoport egyik színésze lett, ami négy éven át színházi fellépést tett lehetővé számára Provincetownban, valamint a New York-i színházi világban előadóként, színészként illetve vezetőként. De Bessie felismerte színészi tehetsége korlátait, így 1928-ban Franciaországba költözött, ahol csatlakozott a Párizsban élő amerikaiak kolóniájához. Ettől kezdve arra összpontosította energiáit, hogy íróvá váljon. Eleinte a Paris-Times című lapnál dolgozott korrektorként, és ekkoriban írta első, Redbird (’Pinty’) címmel megjelent novelláját. 1929-ben visszatért New Yorkba, és a következő hat évben történetei, esszéi és kritikái jelentek meg a The New Republic, a Scribner's, az Atlantic Monthly, a Saturday Review of Literature, a Collier's és a Story című lapok hasábjain.
1930 júliusában vette feleségül Mary Burnett bábművészt, bábkészítőt, akivel Vermontba költöztek. Két fiuk született: Daniel és David. Ekkoriban kezdett el dolgozni első, Élj a vadonban (Dwell in the Wilderness, 1935) című regényén, és ekkoriban kezdte tanulmányozni a marxista elméletet és kezdett megváltozni politikai meggyőződése. Regényével 1935-ben elnyerte a Guggenheim-ösztöndíjat és családjával visszaköltözött New Yorkba. A Brooklyn Daily Eagle napilapnál a színházi és könyv rovat szerkesztőjeként helyezkedett el. Radikális baloldali körökkel került kapcsolatba és 1936-ban belépett a Kommunista Pártba is. Politikai ellentétek miatt 1937-ben távozott a laptól, és a spanyol köztársasági kormány New York-i információs irodájában (Spanish Information Bureau) kezdett dolgozni. Ebben az időszakban feleségével már elhidegültek és hamarosan el is váltak.
Karrierje
Kezdetben a francia avantgárd irodalom fordításaival szerzett hírnevet magának többek között Pierre Louÿs Bilitis dalai (Les Chansons de Bilitis) című kötetének és Octave Mirbeau Kínok kertje (Le Jardin des supplices, 1899) című regényének fordításával.
Az 1930-as évek elejétől egyre inkább aggasztotta a fasizmus előretörése, és ennek hatására kapcsolódott be az antifasiszta harcba. 1938-ban Bessie Spanyolországba utazott, és önkéntesként vett részt a spanyol polgárháborúban a köztársaságiak oldalán az Abraham Lincolnról elnevezett XV. nemzetközi brigádban. Többek között harcolt az 1938 júliusától szeptemberig tartó Ebro offenzívában, és őrmesteri rangot ért el. Emellett tudósította a nemzetközi brigádok The Volunteer for Liberty (’Önkéntesek a Szabadságért’) című újságját. Visszatérése után Férfiak a csatában címmel írt könyvet a tapasztalatairól. Ernest Hemingway így méltatta a kötetet:
„Hiteles, őszinte, jó könyv. Bessie hitelesen és jól írja meg mindazt, amit látott ... és eleget látott.”
1939-től 1943-ig a The New Masses baloldali magazin film- és színházkritikusaként dolgozott, és álnéven rendszeresem írt az Ifjú Kommunisták Szövetségének (Young Communist League) kiadványaiba. Aktív szerepet töltött be a spanyol köztársaságiak oldalán. Az Antifasiszta Menekültek Segélybizottságnál (Joint Anti-Fascist Refugee Committee) cikkeket írt és beszédeket mondott. A II. világháború alatt a polgári légvédelem (Civil Air Patrol) pilótája volt. Repülős hadnagyként a Los Angeles-i 3. Légiszázad kötelékében teljesített szolgálatot. A pilótaengedélyét még Spanyolországba utazása előtt szerezte meg.
1943-ban Kaliforniába költözött. Az 1940-es évek végéig forgatókönyveket írt a Warner Brothers és más stúdiók számára. A Célpont: Burma (Objective, Burma!) című 1945-ben bemutatott film forgatókönyvéért a Legjobb történet Akadémiai Díjra (Oscar-díjra) jelölték. Azonban még 1945-ben elbocsájtották a Warner Brothers-től a fizikai dolgozók sztrájkjának támogatása miatt.
Feketelistán
Pályafutása 1947-ben tört ketté, amikor beidézték az Amerikaellenes Tevékenységet Vizsgáló Bizottság (HUAC- House Un-American Activity Committee) elé. Mivel nem volt hajlandó válaszolni a Bizottság kérdéseire, 1950-ben ő is annak a hollywoodi tizeknek egyike lett, akiket a Kongresszus megsértésének ürügyével bebörtönöztek és feketelistára tettek. Tíz hónapot töltött börtönben Texas államban a texarkana-i szövetségi büntetés-végrehajtási intézetben. Szabadulása után San Franciscóba költözött, és a Rakodó- és Raktári munkások Nemzetközi Szakszervezetének (International Longshoremen's és Warehouseman's Union) munkatársa lett, a The Dispatcher című szakszervezeti újság szerkesztőjeként. 1951-ben szerkesztette Spanyolország szíve (The Heart of Spain) című, a spanyol polgárháborúról szóló írásai antológiáját, amelyet az Abraham Lincoln Brigád veteránjai adtak ki és terjesztettek.
Az 1950-es években kilépett a kommunista pártból. A hatvanas-hetvenes években San Franciscó-i művészeti szervezetek, köztük a San Francisco Mime Troupe és a San Francisco Filmfesztivál népszerűsítésén dolgozott. Ezt követően a „hungry i” nevű éjszakai szórakozóhelyen kezdett dolgozni, ahol a színpadi világítást és a hangosítást kezelte, és gyakran ő konferálta fel az előadókat. Itteni tapasztalatai inspirálták One for My Baby (1980) című regényét.
1957-ben írta meg az Amerikaellenes Tevékenységet Vizsgáló Bizottsággal kapcsolatos tapasztalatait A felforgatók (The Un-Americans) című regényében. 1965-ben ugyanebben a témában jelent meg Inquisition in Eden (’Inkvizíció a paradicsomban’) címmel visszaemlékezése, amelyben azzal büszkélkedett, hogyan csempészett „pokolian felforgató” szovjetbarát propagandát az Ütközet az Atlanti-óceánon (Action in the North Atlantic) című 1943-as háborús filmbe.
Bessie a legnagyobb kereskedelmi és kritikai sikerét A szexbomba (The Symbol, 1966) című szatirikus regényével aratta, amely egy Marilyn Monroe-ra emlékeztető, boldogtalan színésznő filmipar általi kizsákmányolásáról szól. Spanyolországi tapasztalatairól 1975-ben jelent meg az Újra Spanyolország (Spain Again, 1975) című könyve. Ennek megjelenése előtt készült egy spanyol film azonos címen (España otra vez – Spain Again azaz ’Újra Spanyolország’, 1969) amelyben társ íróként vett részt és szerepelt is benne.
A forgatókönyvírói karrierjét feketelistára kerülése teljesen tönkretette. Soha többé nem tért vissza Hollywoodba. Azonban filmrendező fia, Dan a Bread and Stone (’Kenyér és kő’, 1941) című regényéből írta a Hard Traveling (’Veszélyes utazás’, 1986) című filmjének forgatókönyvét, amelyben J. E. Freeman és Ellen Geer szerepelt. Dan Bessie 2001-ben közzétette apja korábban még nem publikált spanyol polgárháborús jegyzetfüzetét is.
Alvah Bessie 81 éves korában Kaliforniában, Terra Lindában hunyt el szívroham következtében.

## Családja
Első felesége Mary Burnett volt, akivel 1930 júliusában házasodtak össze. Két fiuk Daniel és David Bessie.
Dan Ritka madarak: egy amerikai család című családtörténeti írásában megemlíti, hogy Alvah Bessie családi kapcsolatok révén néhány sikeres vállalkozóval is kapcsolatba került. Mary testvére a híres és sikeres üzletember, reklámszakember Leo Burnett volt. Lánya, Eva pedig az 1960-as évek ismert plakátművésze, Wes Wilson felesége.
Második házassága Helen Clare Nelsonnal szintén válással végződött. 1963-ban vette feleségül Sylviane Mullert.

## Regényei
- Dwell in the Wilderness (’Élj a vadonban’, 1935)
- Bread and Stone (’Kenyér és kő’, 1941)
- A felforgatók (The Un-Americans, 1957), Magvető Világkönyvtár sorozat, Magvető Könyvkiadó, Budapest, 1957; 1972, fordította: V. Bársony Erzsi
- A szexbomba (The Symbol, 1966), Magvető Könyvkiadó, Budapest, 1970; K.u.K. Könyvkiadó, Budapest, 2003, ISBN 963938450X, fordította: V. Bársony Erzsi (mindkét kiadásé)
- One For My Baby (1980)
- Alvah Bessie's Short fictions (’Alvah Bessie novellái’, 1982); Gabriel Miller előszavával

## Egyéb könyvei
- Men In Battle; A Story Of Americans In Spain, (’Férfiak a csatában − Az amerikai önkéntesek spanyolországi története’, 1939)
- Soviet People at War (’A szovjet nép a háborúban’, 1942)
- This Is Your Enemy; A Documentary Record of the Nazi Atrocities Against Citizens And Soldiers Of Our Soviet ally (’Ez a te ellenséged – Dokumentumok a nácik által a szovjet katonák és civelek ellen elkövetett atrocitásokról’), (1942)
- The Heart of Spain: anthology of fiction, non-fiction, and poetry (’Spanyolország szíve – válogatott novellák, jegyzetek és versek’) (1952)
- Inquisition in Eden (’Inkvizíció a paradicsomban’) (1965)
- Újra Spanyolország (Spain Again, 1975), Magvető Könyvkiadó, Budapest, 1980, Tények és tanúk sorozat, ISBN 9632711815, fordította: Veres Júlia
- (Albert Prago-val) Our fight : writings by veterans of the Abraham Lincoln Brigade, Spain, 1936-1939. (’A mi harcunk – Az Abraham Lincoln Brigád veteránjainak írásai, Spanyolország: 1936-1939’) ifjabb Ring Lardner előszavával (1987)
- Alvah Bessie's Spanish Civil War notebooks (’Alvah Bessie spanyol polgárháborús notesze’) szerkesztette Dan Bessie (2001)

## Filmforgatókönyvei
- 1943 – Északi hajsza (Northern Pursuit, amerikai romantikus kalandfilm, rendezte: Raoul Walsh) (forgatókönyv)
- 1944 – The Very Thought of You (’Csak terád gondolok’, amerikai romantikus filmdráma, rendezte: Delmer Daves) (forgatókönyv)
- 1945 – Célpont: Burma (Objective, Burma!, amerikai háborús filmdráma, rendezte: Raoul Walsh) (eredeti történet)
- 1945 – Hotel Berlin (’Hotel Berlin’, amerikai háborús filmdráma, rendezte: Peter Godfrey) (forgatókönyv)
- 1948 – Ruthless (Könyörtelen, amerikai filmdráma, rendezte: Edgar G. Ulmer) (forgatókönyv név nélkül)
- 1948 – Smart Woman (Intelligens nő, amerikai romantikus filmdráma, rendezte: Edward A. Blatt) (forgatókönyv)
- 1951 – Passage West (Nyugati átjáró, amerikai vadnyugati kalandfilm, rendezte: Lewis R. Foster) (történet Nedrick Young néven)
- 1968 – España otra vez (’Újra Spanyolország’, spanyol filmdráma azonos című könyvéből, rendezte: Jaime Camino)
- 1974 – The Sex Symbol (’A szexbomba’, amerikai tévéfilm azonos című regényéből, rendezte: David Lowell Rich)
- 1986 – Hard Traveling (’Veszélyes utazás’, Bread and Stone (’Kenyér és kő’) című regényéből, amerikai filmdráma, rendezte: Dan Bessie)

## Magyarul megjelent művei
- A szexbomba. Regény; ford. V. Bársony Erzsi; Magvető, Bp., 1970
- Újra Spanyolország; ford. Veres Júlia; Magvető, Bp., 1980 (Tények és tanúk)

## Filmek róla
Alvah Bessie több, a mccarthy-korszakról, a hollywoodi tizekről, a hidegháborúról szóló dokumentumfilmben is megjelent illetve nyilatkozott, valamint alakja feltűnt Mark Webster színész által megszemélyesítve a Trumbo című mozifilmben.
Játékfilm:
- Trumbo (Trumbo, amerikai játékfilm Bruce Cook 1964-ben megjelent Dalton Trumbo című könyve alapján, 2015, rendezte: Jay Roach) Alvah Bessie - Mark Webster